# Katsumi Mamine
Katsumi Mamine Miwa (Tokio, 31 de març de 1944 – Barcelona, 14 d'abril de 2020) mestre i investigador del seitai. Alumne de Haruchika Noguchi, fundador del seitai, va ser el que el va introduir i divulgar a Catalunya des de 1973 fins a la seva mort el 2020.
Mamine va aprofundint constantment i durant tota la se va vida en la pràctica i l'estudi del seitai, del qual destaca: el més important és la seva senzillesa, tant de les pràctiques com del coneixement.

## Biografia
Katsumi neix a Tokio el 31 de març de 1944. És el segon fill de Ryoji, físic, i de Hiroko, una dona molt vinculada al món cultural i amb una relació propera amb del pedagog musical Shin'ichi Suzuki. Katsumi viu la seva infantesa en un ambient molt culte, on la música és un dels temes centrals. Als deu anys coneix el seitai assistint de forma regular al dojo del seu fundador Haruchika Noguchi, de qui més endavant en seria deixeble directe fins a la mort del seu mestre el 1976.
Suzuki havia fundat un centre d'educació musical a Matsumoto, on desenvolupà el seu mètode (Mètode Suzuki). Hiroko el va conèixer allà. La connexió entre l'educació musical i el seitai de Noguchi, queda recollit en aquest comentari autobiografic de Katsumi:
La meva mare, que era de Tòquio, es trobava en aquella època en aquesta ciutat (Matsumoto) a causa de la II Guerra Mundial i, apassionada per l'ensenyament de Suzuki, va col·laborar amb ell com a secretària pràcticament des de la fundació de l'escola. Quan va haver de tornar a Tòquio, va conèixer el mestre Noguchi i el va sorprendre la semblança dels plantejaments entre un i l'altre. Va voler que es trobessin i, un dia que Suzuki va anar a Tòquio, els va presentar.

### Seitai de Barcelona
Tot i ser un estudiant brillant en matèria de ciències, en arribar a l'edat d'accedir a la universitat decideix cursar la carrera de Belles Arts. Havent completat els estudis universitaris, el 1969 vol respirar l'aire i la cultura d'un músic que l'entusiasmava, Pau Casals, i decideix traslladar-se a Barcelona. La intenció de Mamine és realitzar un treball personal i profunditzar en la seva expressió. Tanmateix el 1973, després d'uns anys d'incertesa personal, troba una connexió directa amb l'après del Mestre Noguchi i decideix dedicar-se professionalment a la difusió del seitai. El 1975 s'inaugura el Dojo Seitai de Barcelona i durant uns anys existeix una estreta relació amb la Societat Seitai Kiokai del Japó.
A més d'atendre individualment a moltes persones a diari i coordinar reunions de pràctiques en diverses localitats de Catalunya, Mamine inicia l'ensenyament del seitai soho a alguns alumnes. A més, comença a adaptar i traduïr les publicacions escrites del Mestre Noguchi al castellà, havent rebut l'autorització d'aquest amb la finalitat de difondre-ho exclusivament entre els alumnes de l'activitat seitai de Barcelona. Aquestes traduccions es formalitzen en la creació de la revista Zensei, la qual dirigeix, i de la que se'n publiquen 67 números, des de juliol de 1977 fins al desembre de 1991.
Entre els artistes rellevants als que els va fer orientació individual destaquen György Sebok, Narciso Yepes, Antoni Ros Marbà, Cesc Gelabert, Lluís Claret i Gerard Claret, entre d'altres. També hi ha professionals de ioga i d'altres disciplines corporals. Alumnes seus han obert centres per tot Catalunya (Barcelona, Mataró, Terrassa, Cerdanyola, Sant Pere de Ribes, Reus, etc.) i altres localitats d'Espanya.

## La seva recerca sobre l'estructura del moviment espontani
Katsumi va acabar reordenant el llenguatge de Noguchi sobre els cinc moviments i l'estructura del moviment espontani, el taiheki, tot objectivant el saber que el seu mestre havia desenvolupat. En la cultura japonesa, el saber empíric havia tingut sempre un valor reconegut, i no hi havia la necessitat de recolzar-se en el coneixement objectiu més propi de la ciència. En el context occidental això és diferent.
Els seus estudis es van centrar en aportar més coneixement, en omplir el gran buit del que pateix la nostre cultura sobre la comprensió de la naturalesa humana i de la manifestació que en neix directament d'ella. Per això en la seva obra escrita aprofundeix en la comprensió de diversos temes incorporant el que s'ha desenvolupat en diferents camps del coneixement com són la biologia, l'anatomia, l'embriologia, entre d'altres.

## Publicacions
Ha publicat diversos llibres:
- El cuerpo es... Un concepto del seitai (1983) Ed. K. Mamine. ISBN 84-398-0231-5
- Seitai, una nueva comprensión de la naturaleza humana (2007) Ed. Seitai de Barcelona. ISBN 978-84-611-5066-3
- La osei en la vida cotidiana (2007) Ed. Seitai de Barcelona. ISBN 978-84-611-5220-9
- La osei y la CVP ósea (2007) Ed. Seitai de Barcelona. ISBN 978-84-611-5219-3
- La osei y la CVP muscular (2007) Ed. Seitai de Barcelona. ISBN 978-84-611-7058-6
- El movimiento vital (2014). Ed Icaria. ISBN 978-84-9888-586-6
- La vida: las 5 oseis (2016) Ed. Seitai Barcelona. ISBN 978-84-608-5797-6
- Naturaleza humana y Seitai (2018) Ed. Seitai Barcelona. ISBN 978-84-09-01184-1

Va escriure dos articles a la revista Zensei:
- "Desearía que todos conocieran a Noguchi", Zensei núm. 45, p. 4-6. ISSN 0210-1939
- "Consideraciones sobre los Manuscritos acerca de la terapéutica", Zensei núm. 67, p. 27-29. ISSN 0210-1939